# Роуз, Стэнли
Стэнли Форд Роуз (англ. Stanley Ford Rous, 25 апреля 1895 — 18 июля 1986) — английский футбольный судья, шестой президент ФИФА. Находился на посту в период с 1961 по 1974 год. Командор ордена Британской империи (1943), рыцарь-бакалавр (1949).

## Карьера
Профессиональным футболистом никогда не являлся, начал судейскую практику в 1927 году с обслуживания матчей низших лиг чемпионата Англии, за судейскую карьеру отсудил 36 международных поединков. В 1934 году судил финал Кубка Англии, в котором «Манчестер Сити» победил «Портсмут» со счётом 2:1. Это был последний матч в судейской карьере Роуза.
С 1934 года по 1962 год являлся главой Английской футбольной ассоциации. При его непосредственном участие в 1945 году было задумано и проведено турне советского клуба «Динамо» по Великобритании. С 1961 по 1974 год в качестве президента возглавлял ФИФА.
Находясь во главе ФИФА Стэнли Роуз сосредоточил работу в направлении искоренения грубости на футбольных полях мира, работа велась как с судьями, так и с национальными футбольными федерациями. В 1970 году в преддверии чемпионата мира, в футбольные правила была введена «жёлтая карточка», посредством которой судьям стало проще отслеживать грубость в ходе матча. Следует отметить, что чемпионат мира 1970 года вошёл в историю как единственный турнир, обошедшийся без единого удаления игроков с поля.
В 1973 году за право выхода в финальную часть чемпионата мира 1974 года сборная СССР должна была играть стыковые матчи со сборной Чили. Федерация футбола СССР отказалась посылать сборную в Сантьяго из-за сложной политической обстановки в стране и непригодности стадиона используемого как концентрационный лагерь. Стэнли Роуз настоял, чтобы команда СССР прибыла в Чили, ссылаясь на обещания чилийской стороны привести стадион в порядок. За неявку на матч сборной СССР было засчитано техническое поражение со счётом 0:3 и на чемпионат мира поехала команда Чили.